# Jurij Kulisz
Jurij Petrowycz Kulisz, ukr. Юрій Петрович Куліш, ros. Юрий Петрович Кулиш, Jurij Pietrowicz Kulisz (ur. 22 sierpnia 1963 w Dniepropietrowsku) – ukraiński piłkarz, grający na pozycji obrońcy, a wcześniej pomocnika, trener piłkarski.

## Kariera piłkarska

### Kariera klubowa
W 1980 rozpoczął karierę piłkarską w Dnipro Czerkasy. Potem występował w klubach Meliorator Kyzyłorda, Dinamo Kirow, Sokoł Saratów i Rotor Wołgograd. Szczyt jego sportowej kariery przypadł na lata 1989-1991, kiedy to w składzie wyższoligowych klubów Czornomoreć Odessa i Dnipro Dniepropetrowsk zdobył najwięcej tytułów oraz występował w europejskich pucharach. Od 1991 roku bronił barw zespołów z Ukrainy (Nywa Tarnopol i Ewis Mikołajów), Mołdawii (Tiligul Tyraspol), Szwecji (FC Äppelbo), Rosji (Nosta Nowotroick, Łada-Grad Dimitrowgrad i Nart Czerkiesk) oraz Białorusi (Transmasz Mohylew). W 1999 zakończył karierę piłkarską w amatorskiej drużynie Dnister Owidiopol. Potem jeszcze do 2001 grał w amatorskim zespole Syhnał Odessa.

### Kariera trenerska
Po zakończeniu kariery piłkarskiej rozpoczął pracę szkoleniową. W sezonie 1999/2000 pracował jako selekcjoner w klubie Czornomoreć Odessa. Potem wyjechał do Mołdawii, gdzie poszukiwał talenty dla klubu Sheriff Tyraspol. Od połowy października 2001 do lata 2002 prowadził Constructorul Cioburciu. Potem powrócił do Sheriffa Tyraspol, gdzie pracował na stanowisku selekcjonera oraz głównego trenera drugiej drużyny. W grudniu 2004 otrzymał propozycję prowadzenia FC Tiraspol, który kierował do sierpnia 2006. W grudniu 2006 objął stanowisko asystenta głównego trenera Dynama Mińsk, z którym pracował w sezonie 2007. W 2007 ponownie wrócił do Sheriffa Tyraspol, gdzie do maja 2011 pomagał trenować drugą i pierwszą drużynę. Od czerwca 2011 w sztabie szkoleniowym Arsenału Kijów. W styczniu 2013 przeniósł się ze sztabem szkoleniowym Leanida Kuczuka do Kubania Krasnodar, a 18 czerwca 2013 do Lokomotiwu Moskwa.

## Sukcesy i odznaczenia

### Sukcesy klubowe
- wicemistrz ZSRR: 1989
- zdobywca Pucharu ZSRR: 1989
- zdobywca Pucharu Federacji Futbolu ZSRR: 1989, 1990

### Sukcesy trenerskie
- brązowy medalista Mistrzostw Mołdawii: 1989

### Odznaczenia
- tytuł Mistrza Sportu ZSRR: 1988